# Elettrometro a scintilla

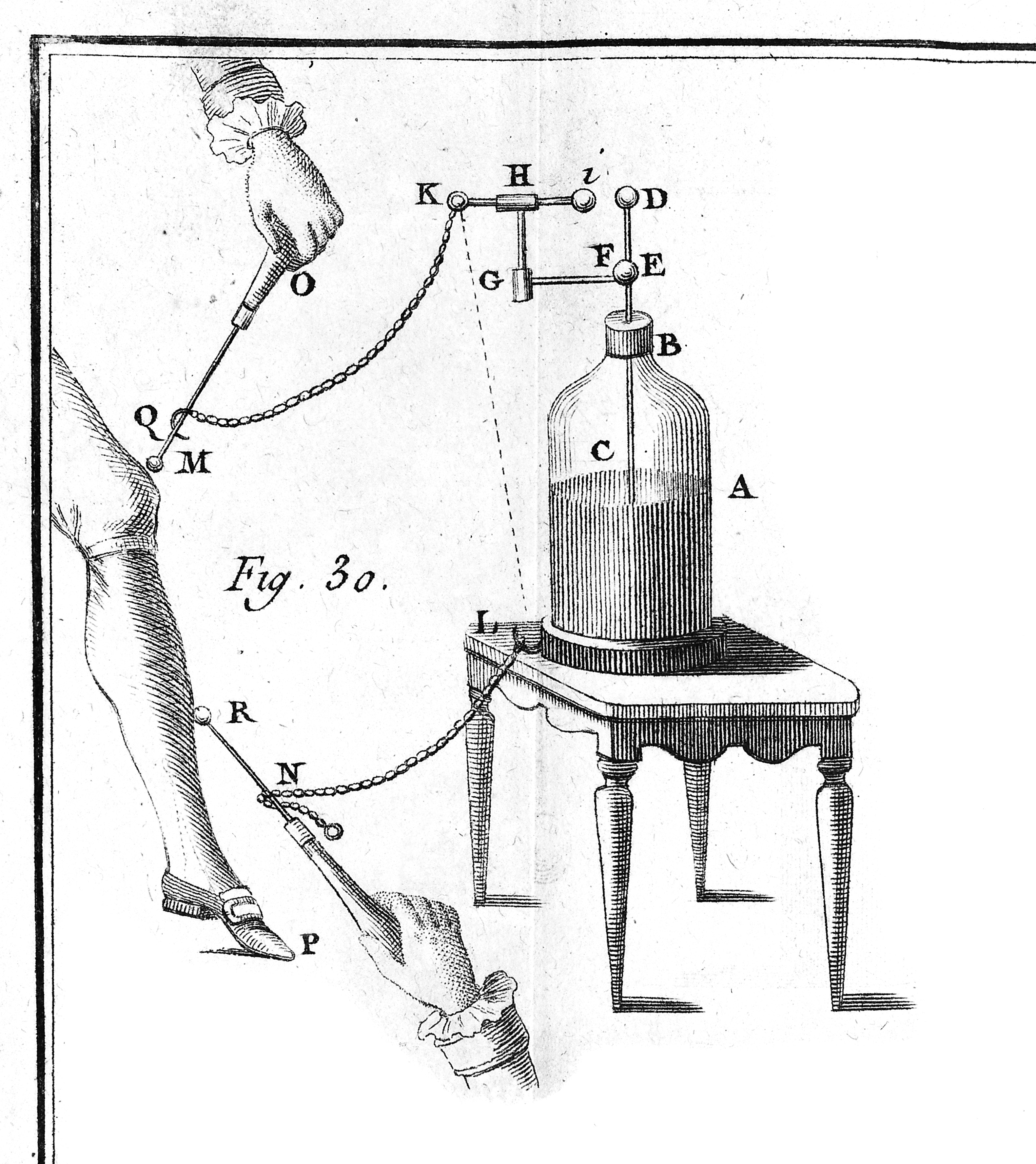
Elettrometro di Lane.

L'elettrometro a scintilla (anche elettrometro di Lane) è uno strumento scientifico per la misurazione della carica elettrica.
Fu ideato nel 1765 dal farmacista inglese Timothy Lane, da cui lo strumento prende il nome. Lo strumento è composto da una bottiglia di Leida, che ha un'armatura esterna comunicante con una colonna e un elettrodo a forma di sfera. La sfera si allontana oppure si avvicina grazie a una vite e un secondo elettrodo alla stessa altezza, anch'esso collegato all'armatura interna dell'apparecchio. La carica elettrica è misurata valutando la lunghezza delle scintille tra gli elettrodi a distanza. 
Questo strumento era ampiamente utilizzato in campo medico per l'elettroterapia.